# اخلال در شبکه‌های ماهواره‌ای در ایران

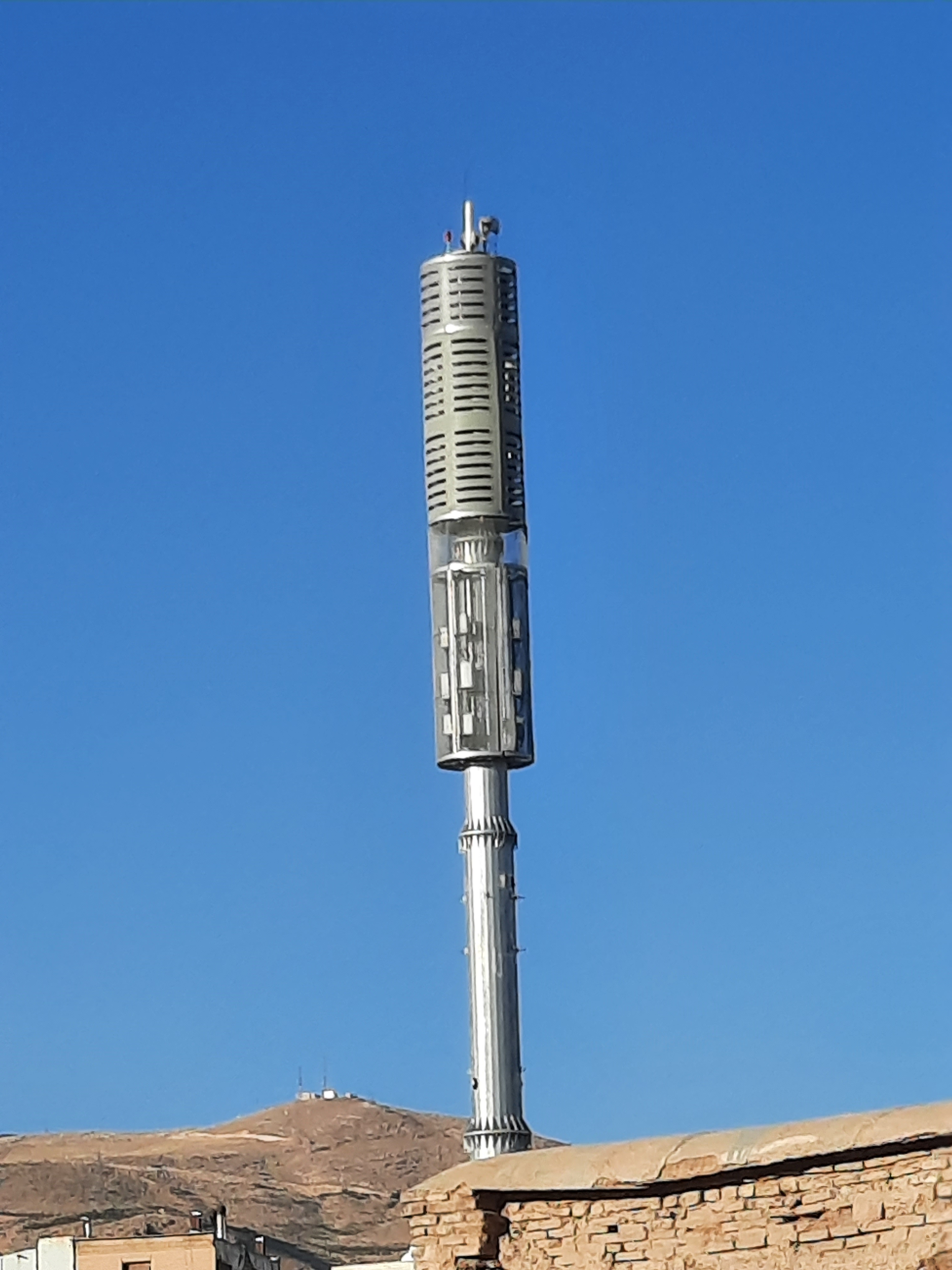
تجهیزات ارسال پارازیت نصب شده روی دکل آنتن موبایل

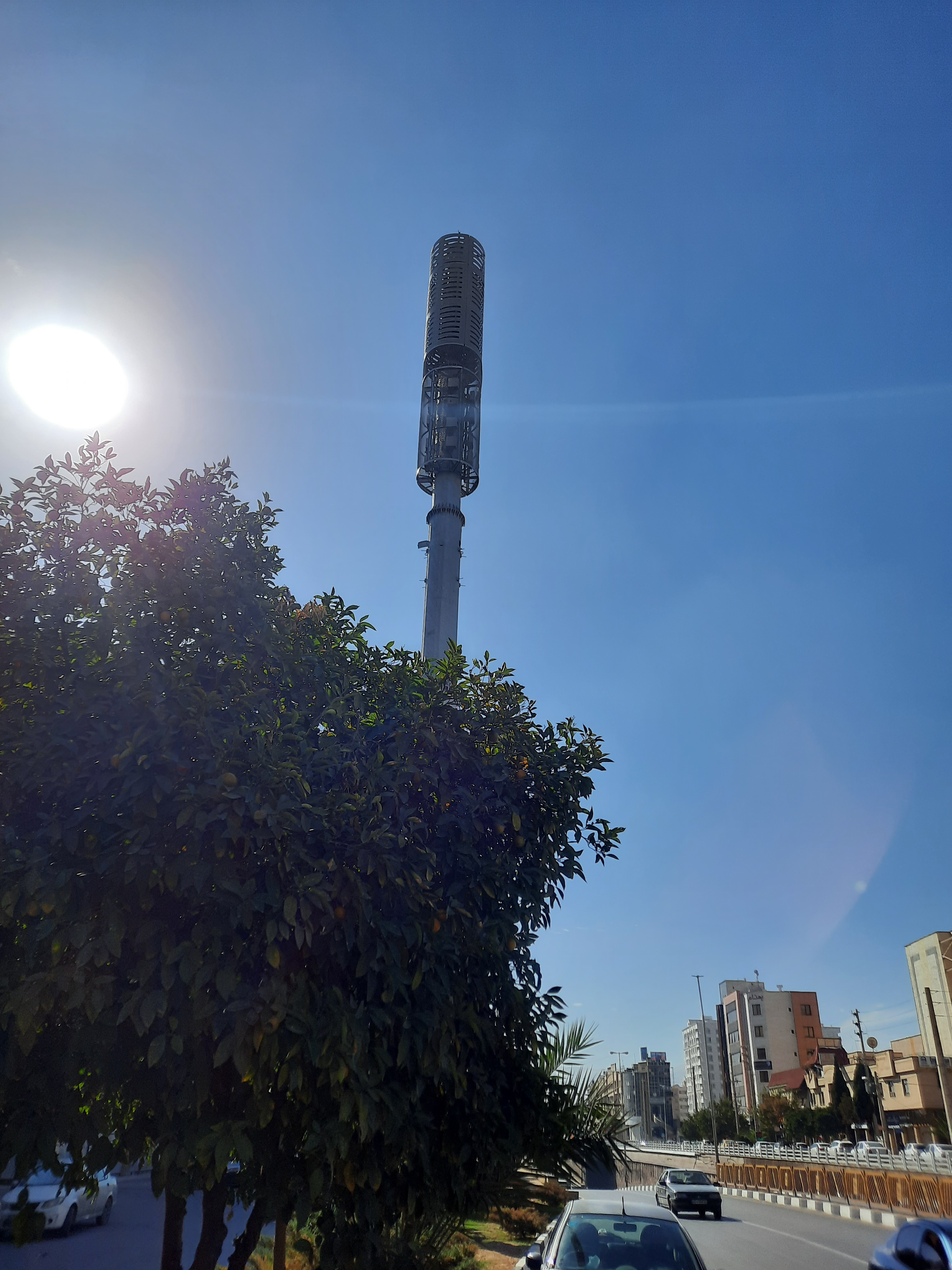
دکل bts مخابراتی به همراه تجهیزات ارسال پارازیت

اخلال در شبکه‌های ماهواره‌ای ایران توسط نظام جمهوری اسلامی به اضافه تصویب قانون ممنوعیت به‌کارگیری تجهیزات دریافت از ماهواره و اقدام به جمع‌آوری آنتن‌ها از منازل و مجتمع‌های مسکونی، اقدام به ارسال پارازیت نیز می‌نماید. با این‌که دولت جمهوری اسلامی مقابله با فساد را به عنوان یکی از دلایل اصلی این اقدام برمی‌شمرد، بیش‌ترین تمرکز بر روی شبکه‌های خبری سیاسی است. اخلال و پخش پارازیت پس از انتخابات جنجالی ریاست جمهوری در خرداد ۱۳۸۸ شدت بیشتری یافت. ارسال پارازیت با اعتراضات گسترده در داخل و خارج از ایران خصوصاً به دلیل نگرانی از ایجاد بیماری‌های مختلف در میان شهروندان قرار گرفته‌است که تاکنون بی‌نتیجه بوده‌است.
ایران هرگز به‌طور رسمی اتهام ارسال پارازیت بر شبکه‌های خارجی را تأیید یا تکذیب نکرده‌است.
بر پایهٔ گزارش مرکز آمار ایران از مجموع ۲۴ میلیون و ۳۰۰ هزار خانوار ایرانی، پنج میلیون و ۷۰۰ هزار خانوار ایرانی از ماهواره استفاده می‌کنند. عمده استفاده‌کنندگان از ماهواره را خانوارهای شهری تشکیل می‌دهند ولی یک میلیون و ۱۷۰ هزار خانوار روستایی نیز از ماهواره استفاده می‌کنند. شواهد نشان می‌دهد که در چند سال اخیر هم‌زمان با افزایش شبکه‌های ماهواره‌ای فارسی‌زبان استفاده‌کنندگان ماهواره بیشتر شده‌است. با این همه، استفاده‌ی ایرانیان از ماهواره، با یک چهارم جمعیت، رقمی بالا به شمار می رود.

## روش‌های اخلال
برای مقابله با امواج ماهواره امواجی مشابه اما با قدرت بیشتر که به آن آپ لینک گفته می‌شود از یک فرستنده به‌سوی ماهواره فرستاده می‌شود. از آنجا که ماهواره تفاوت این امواج را درنمی‌یابد، تصمیم به برگزیدن موج قوی‌تر می‌گیرد و بدین گونه دچار اخلال می‌شود. این روش از ارسال پارازیت به دلیل شکایت سازمان‌های بین‌المللی و جریمه ایران و همچنین در مقابل قطع شبکه‌های صداوسیما از ماهواره هاتبرد و دیگر ماهواره‌ها از سوی ایران متوقف شده‌است.
ماهوارهٔ هات‌برد که از سوی اغلب کانال‌های خبری خصوصاً شبکهٔ بی‌بی‌سی فارسی، ایران اینترنشنال، شبکهٔ صدای آمریکا و دویچه وله مورد استفاده قرار می‌گیرد و بزرگ‌ترین ماهوارهٔ مخابراتی اروپاست، شاهد بیشترین میزان ارسال پارازیت بوده‌است.
مرکز کنترل ماهوارهٔ «هات‌برد ۸» بر روی مانیتورهای کنترل خود می‌بیند که چگونه امواج اخلالگر به‌سوی ماهواره فرستاده می‌شود، اما از دست آن‌ها کاری بر نمی‌آید. شرکت اویتل‌سات با یک نرم‌افزار مخصوص به نام «سات - آی‌دی» حتی محل فرستادن این پارازیت‌ها را که در تهران است مشخص کرده و به آژانس ملی فرکانس فرانسه نیز در این زمینه شکایت کرده‌است.
شرکت فرانسوی یوتل‌ست که بسیاری از کانال‌های عمدهٔ خارجی توسط ماهواره‌های آن در ایران پخش می‌شود، دو شکایت در دادگاه بین‌المللی اقتصادی علیه ایران تنظیم کرده‌است که به ایجاد اختلال در برنامه‌های شبکهٔ بی‌بی‌سی فارسی و شبکهٔ صدای آمریکا مربوط می‌شود.
این شرکت گفت که برای ادامهٔ پخش بدون اختلال این امواج «به‌طور مستمر دست به عملیات فنی» می‌زند و این که گاه از سایر ماهواره‌هایی که حساسیت کمتری در مقابل پارازیت دارند استفاده کرده‌است.
اخلال پارازیت در مناسبت‌های خاص خصوصاً اوج گرفتن اعتراضات مردم شدت بیشتری می‌گیرد.
درن سمالی کارشناس فناوری در سرویس جهانی بی‌بی‌سی معتقد است در ایران از «دو نوع پارازیت» استفاده می‌شود: «نخستین دور پارازیت‌ها در زمان انتخابات از ماهواره فرستاده می‌شد و تنها می‌توانست ماهواره‌ها را مختل کند و اثری بر دیگر وسایل نداشت. اما بعد از آن دومین گروه سیگنال‌ها ارسال شد. این پارازیت‌ها از ساختمان‌ها و دکل‌های بلند فرستاده می‌شود و قدرت آن بسیار زیاد است و می‌تواند بر بسیاری از ماهواره‌ها و دیگر موارد تأثیر گذارد.»
در اکتبر ۲۰۱۱، وال‌استریت ژورنال در مقاله‌ای شرکت هواوی را ارائه‌دهندهٔ تجهیزات پارازیت و سانسور به دولت ایران معرفی کرده‌است.

## سازمان‌های ارسال‌کننده پارازیت
دقیقاً روشن نیست که کدام سازمان حکومتی مسئول انتشار پارازیت است. صداوسیما، سپاه، وزارت اطلاعات، مخابرات یا همه آنان. برخی نمایندگان مجلس مخابرات را مسئول دانسته‌اند اما شرکت مخابرات می‌گوید که این موضوع در حیطه اختیارات آنان نیست و امکاناتش را نیز ندارند. مدیر عامل شرکت مخابرات می‌گوید: «بلندترین دکل‌های شرکت مخابرات ۴۸ متر است، اما برای ارسال پارازیت ماهواره‌ای به دکل‌های بسیار بلندی نیاز است.» هرچند که شرکت مخابرات در تابستان ۱۳۸۸ در یک اقدام جنجالی و سؤال‌برانگیز به یک کنسرسیوم که منتقدان دولت می‌گویند متعلق به سپاه و ستاد فرمان امام است، فروخته شد. برخی گزارش‌های غیررسمی سپاه پاسداران را مسئول ارسال پارازیت‌ها می‌داند گرچه سپاه تاکنون واکنشی نشان نداده‌است.
به هر حال هنوز به دقت روشن نیست که ارسال پارازیت توسط چه نهاد قدرتمندی صورت می‌گیرد که به هیچ‌کس حتی مجلس نیز پاسخگو نیست. البته در مورد محتوای تبلیغی ماهواره‌ها از دفتر تبلیغات و اطلاع‌رسانی گرفته تا پلیس امنیت اخلاقی ناجا و وزارت بهداشت، درمان و آموزش پزشکی و اداره کل بازرگانی صداوسیمای جمهوری اسلامی ایران تا وزارت صنعت، معدن و تجارت و شرکت مخابرات ایران و گمرک جمهوری اسلامی ایران همه و همه مسئولیت دارند، و ستاد مرکزی مبارزه با قاچاق کالا و ارز نیز جزئی از این ماجراست، و تعداد زیادی از سازمان‌ها همگی به نوعی مسئول هستند.
پیش از این از کشورهایی همچون بلغارستان، کوبا و ونزوئلا نیز اقدام به ارسال پارازیت صورت می‌گرفت.

## بازتاب‌های خارجی

### بیانیه اتحادیه اروپا
وزرای امورخارجه کشورهای عضو اتحادیه اروپا در نشست خود بتاریخ ۲ فروردین ۱۳۸۹ در بروکسل از دولت ایران خواستند که از ارسال پارازیت بر روی کانال‌های ماهواره‌ای خودداری کند.
وزرای عضو خارجه کشورهای عضو تأکید کرده‌اند که تصمیم دارند از محکومیت لفظی فراتر رفته و اقدامات ملموسی را انجام دهند.

یک ماه پیش از نشست اتحادیه اروپا مدیران سه شبکه بی‌بی‌سی، صدای آمریکا و دویچه وله در بیاینه‌ای اقدام دولت ایران در ارسال پارازیت را محکوم کردند. در بخشی از این بیانیه آمده‌است:
مدیران سرویس جهانی بی‌بی‌سی، دویچه وله و صدای آمریکا نوشتند: «مقام‌های ایرانی برای پخش آزادانه برنامه‌هایشان به زبان‌های انگلیسی و عربی در اطراف جهان از همین خدمات ماهواره‌ای استفاده می‌کنند؛ و در همین حال مردم کشور خود را از برنامه‌هایی که از همین ماهواره‌ها از بقیه جهان می‌آید محروم می‌کنند. ما از پخش خبرهای دقیق و بی‌طرفانه دربارهٔ امور جاری به ایران دست بر نخواهیم داشت».
این سه شبکه می‌گویند که اقدام ایران در ارسال پارازیت، ناقض بند ۴۵ قانون اتحادیه ارتباطات بین‌المللی است که پخش سیگنال‌های مزاحم را ممنوع می‌کند و از جامعه مسئول نظارت بین‌المللی (بر این قوانین) خواستند موضعی قاطعانه تر در برابر این اختلال‌های عمدی اتخاذ کند.
دولت‌های بریتانیا، آلمان و فرانسه نیز در بیانیه‌ای که در اسفند ماه منتشر شده بود خواستار موضع‌گیری اتحادیه اروپا در برابر ارسال پارازیت بودند.

### بیانیه سازمان ملل
اتحادیه ارتباطات بین‌المللی دوربرد سازمان ملل متحد از ایران خواسته‌است که به ارسال پارازیت بر روی ماهواره‌های خارجی، که برخلاف قوانین بین‌المللی است، پایان دهد. آی.تی. یو در بیانیه‌ای، که از سوی شورای قوانین رادیویی این اتحادیه سازمان ملل صادر شده، گفته‌است که پارازیت‌ها از داخل مرزهای ایران می‌آید و به سیگنال‌های شبکه‌های ماهواره‌ای که از سوی یوتل‌ست که یک ماهواره‌ای فرانسوی است آسیب می‌رساند. این اتحادیه از ایران خواسته که منبع پارازیت‌ها را بیابد و حذف آن را «در بالاترین اولویت» خود قرار دهد. یوتل‌ست ماهواره اصلی اروپا و یکی از سه گرداننده ماهواره‌ای اصلی دنیاست که مرکز آن در پاریس است. میلیون‌ها نفر در سراسر دنیا از خدمات این شرکت استفاده می‌کنند و نزدیک به ۳۴۰۰ کانال تلویزیونی از طریق این ماهواره پخش می‌شود. این سازمان پخش پارازیت از سوی ایران را عمدی و مغایر با قوانین دانسته و خواستار توقف آن شده‌است. سان‌جای آچاریا سخنگوی آی.تی. یو با ذکر این‌که این موضوع به ایران گفته شده و ایران مسئولیت آن را نپذیرفته‌است، تصریح کرد که ایرانی‌ها گفته‌اند دربارهٔ آن تحقیق خواهند کرد.

## خطرات ارسال پارازیت برای سلامتی مردم
در خصوص پارازیت‌های ارسال شده توسط نظام جمهوری اسلامی (در کنار امواج دکل‌های تلفن همراه که عمدتاً غیر استاندارد هستند) برای سلامتی شهروندان توسط برخی نمایندگان مجلس و پزشکان هشدارهایی ابراز شده‌است. معاون مرکز سلامت محیط و کار وزارت بهداشت اعلام کرده‌است گزارش خاصی تاکنون در خصوص آسیب ناشی از پرتوهای پارازیت دریافت نشده‌است. این در حالی است که رضا ملک‌زاده وزیر بهداشت درمان و آموزش پزشکی در زمان تصدی پست معاونت تحقیقات و فناوری وزارت بهداشت، درمان و آموزش پزشکی اعلام کرد: تردیدی در تأثیر پارازیت‌ها بر افزایش بیماری‌ها نیست.

## ایجاد مشکل برای سازمان هواشناسی
داوود پرهیزگار، رئیس سازمان هواشناسی ایران، اعلام کرده‌است که پارازیت‌ها میدان دید رادار تهران و برخی دیگر از شهرهای ایران را به دلیل «نویزهای الکترومغناطیسی ناشی از منابع مختلف» محدود کرده‌است و این موضوع را در پیش‌بینی نشدن توفانی در خرداد ۱۳۹۳ که موجب کشته‌شدن ۵ نفر در تهران شده بود مؤثر دانسته‌است. به گفتهٔ پرهیزکار سازمان تنظیم مقررات رادیویی مسئول شناسایی و رسیدگی به این موضوع است.

## روش‌های مقابله با پارازیت
روشهای مختلفی برای بی‌اثر کردن پارازیت‌ها تجربه شده، اما به نظر می‌رسد استفاده از ماهواره‌هایی که کمتر درگیر پارازیت می‌شوند مانند یاهست یا قرار دادن دیش در ارتفاع کم می‌تواند مؤثر باشد.